# 新潟ライスボウル
新潟ライスボウル（にいがたライスボウル）は、新潟県各地で提供されているご当地丼料理である。なお、アメリカンフットボールのゲームであるライスボウルとの関連性はない。

## 概要
じゃらんが新潟県内の26の飲食店とタイアップして開発された、新米とご当地食材を組み合わせた新しいご当地グルメで、下記3点を提供店に義務付けている。
- 新潟県産新米コシヒカリ使用
- 新米と合う地元食材使用
- 旬の味を期間限定で提供